# Гетьманський Михайло Володимирович
Миха́йло Володи́мирович Гетьма́нський (15 лютого 1924, Луганськ — 11 серпня 2000, Миколаїв) — радянський військовик, в роки Другої світової війни — навідник міномета 1038-го артилерійського полку 295-ї стрілецької дивізії 5-ї ударної армії, молодший сержант, повний кавалер ордена Слави.

## Життєпис
Народився в місті Ворошиловград (нині — Луганськ) в родині робітника. Українець. Закінчив 7 класів і школу ФЗУ. Працював слюсарем на заводі «Жовтнева революція».
До лав РСЧА призваний 1942 року. У боях німецько-радянської війни з липня 1942 року. Воював на Північно-Кавказькому, Закавказькому, Південному, 4-му та 3-му Українських і 1-му Білоруському фронтах. Член ВКП(б) з 1944 року.
15 травня 1944 року південно-західніше села Дороцьке (Молдова) під час відбиття контратаки ворога навідник 120-мм міномета молодший сержант М. Гетьманський вогнем з міномета знищив кулемет і до десятка солдатів супротивника, чим сприяв утриманню своїх позицій стрілецьким підрозділом.
6 лютого 1945 року на підступах до м. Кюстрин (Польща) М. Гетьманський влучним мінометним вогнем знищив дві кулеметних точки ворога. 9 лютого у передмісті м. Нейштадт знищив групу солдатів супротивника.
З 28 квітня по 1 травня 1945 року під час вуличних боїв у Берліні М. Гетьманський вогнем з міномета знищив 3 кулемети, міномет і 15 солдатів ворога, забезпечивши тим самим просування вперед стрілецьких підрозділів. Був поранений, але поле бою не полишив.
У 1945 році сержант М. В. Гетьманський демобілізувався. Оселився в м. Миколаїв, працював слюсарем, майстром на миколаївському заводі «Дормашина».

## Нагороди
Нагороджений українським орденом Богдана Хмельницького 3-го ступеня (14.10.1999), радянськими орденами Вітчизняної війни 1-го (11.03.1985) та 2-го (20.03.1945) ступенів, Червоної Зірки (31.05.1943), Слави 1-го (15.05.1946), 2-го (25.03.1945) та 3-го (28.05.1944) ступенів і медалями, в тому числі «За відвагу» (07.02.1943).